# Изложба „Цртежи, плакете, ситна пластика” (1966)
Изложба „Цртежи, плакете, ситна пластика” се одржала у периоду од 29. септембра до 7. октобра 1966. године у Уметничком павиљону „Цвијета Зузорић”, некадашњи Мали Калемегдан, и галерији Удружења ликовних уметника Србије, у улици Теразије 2 у Београду.

## Уметнички савет
Избор радова за изложбу је обавио Уметнички савет Удружења ликовних уметника Србије:
- Сликарска секција
  - Љубица Сокић, председник
  - Анте Абрамовић
  - Ђорђе Илић
  - Зоран Мадић
  - Војислав Тодоровић
- Вајарска секција
  - Стеван Боднаров, председник
  - Коста Богдановић
  - Милан Верговић

## Излагачи

### Цртежи
1. Момчило Антоновић
2. Милош Бајић
3. Павле Блесић
4. Радоман Гашић
5. Оливера Грбић
6. Јован Димовски
7. Бранко Динић
8. Милица Динић
9. Заре Ђорђевић
10. Светислав Ђурић
11. Маша Живкова
12. Ксенија Илијевић
13. Љубодраг Јанковић
14. Александар Јеремић
15. Светозар Заре Јоановић
16. Богдан Кршић
17. Драгомир Лазаревић
18. Зоран Мандић
19. Љубодраг Пенкин Маринковић
20. Мома Марковић
21. Радослав Миленковић
22. Душан Миловановић
23. Милан Миљковић
24. Витомир Митровић
25. Милун Митровић
26. Слободан Михаиловић
27. Душан Мишковић
28. Миша Младеновић
29. Миливоје Олујић
30. Татјана Пајевић
31. Гордана Поповић
32. Божидар Продановић
33. Југослав Радојчић
34. Ђуро Радоњић
35. Ратомир Руварац
36. Маријан Савиншек
37. Габор Силађи
38. Жива Стакић
39. Милица Стевановић
40. Тодор Стевановић
41. Мирко Стефановић
42. Халил Тиквеша
43. Стојан Трумић
44. Томислав Шебековић
45. Мирјана Шипош

### Ситна пластика, плакете, цртежи
1. Градимир Алексић
2. Габор Алмаши
3. Милан Бесарабић
4. Коста Богдановић
5. Милија Глишић
6. Милорад Дамњановић
7. Стеван Дукић
8. Јелена Јовановић
9. Селимир Јавановић
10. Мира Јуришић
11. Даница Коконовић Младеновић
12. Антон Краљић
13. Момчило Крковић
14. Милија Нешић
15. Мирослав Николић
16. Божидар Обрадовић
17. Михаило Пауновић
18. Мирослав Протић
19. Милорад Ступовски
20. Љубица Тапавички